# Villa Cortese
Villa Cortese település Olaszországban, Lombardia régióban, Milánó megyében. Lakosainak száma 6174 fő (2023. január 1.). Villa Cortese Dairago, Legnano, Busto Garolfo és San Giorgio su Legnano községekkel határos.

## Népesség
A település lakossága az elmúlt években az alábbi módon változott:
| Lakosok száma | 6199 | 6214 | 6171 | 6174 |
|               | 2013 | 2017 | 2018 | 2023 |